# St.-Michaels-Kirche (Rosmierz)

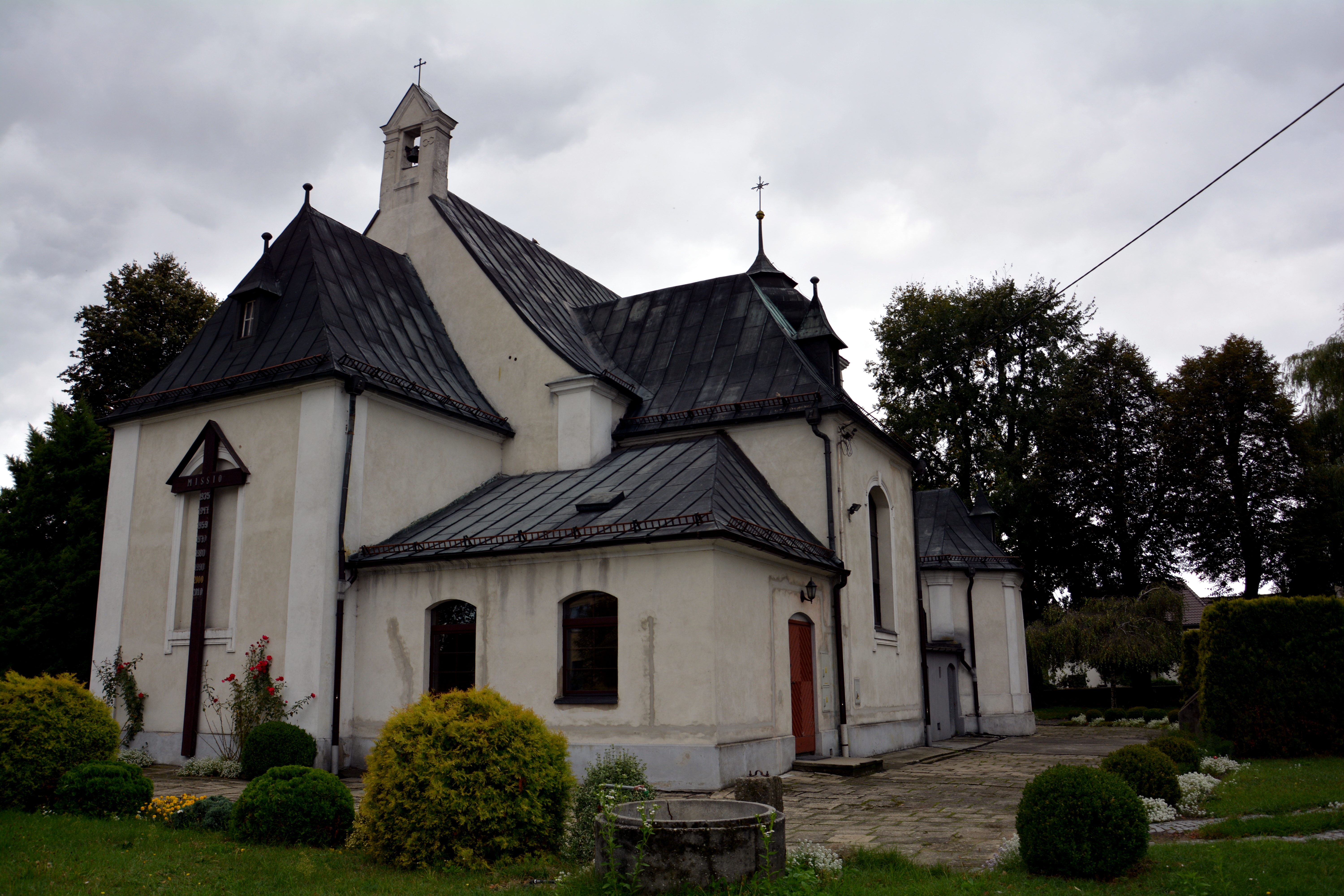
Rosmierz, Ostseite der Michaeliskirche

Die Pfarrkirche St. Michael (polnisch Kościół św. Michała Archanioła) ist eine römisch-katholische Kirche in Rosmierz (Rozmierz). Die Kirche ist die Hauptkirche der Pfarrei St. Michael (Parafia św. Michała) in Rosmierz. Das Gotteshaus liegt im Ortskern.

## Geschichte
Die Anfänge der Kirche gehen bis ins 13. Jahrhundert zurück. Erstmals erwähnt werden ein Pfarrer sowie die Pfarrkirche im Jahr 1356. Im Mittelalter war der Kirchenbau dem Gedächtnis Mariä Himmelfahrt gewidmet. Der heutige Kirchenbau stammt im Kern vermutlich aus dem 15. Jahrhundert und entstand zunächst im Stil der Gotik. 
1686 wurde die Kirche geweiht und dem Patronat des Erzengels Michael anvertraut. In der Mitte des 18. Jahrhunderts wurde die Kirche um mehrere Seitenkapellen erweitert, darunter 1768 um eine südliche sowie 1769 um eine nördliche Kapelle. Weiterhin wurde der gotische Bau im barocken Stil umgebaut.
Ende des 19. Jahrhunderts wurde der Kirchenbau erneut ausgebaut. Das Langhaus wurde in Richtung Osten verlängert und die Kirche erhielt einen neuen Chor. 
Der Kirchenbau steht seit 1954 unter Denkmalschutz.

## Architektur und Ausstattung
Der Kirchenbau entstand ursprünglich im 15. Jahrhundert im Stil der Gotik. Ende des 18. Jahrhunderts wurde die Kirche im barocken Stil umgestaltet. Die Kirche besitzt einen rechteckigen Grundriss mit einem schmalen, geschlossenen Chor. An der Westseite steht der Glockenturm mit Zwiebelhaube. Ende des 19. Jahrhunderts wurde die Innenausstattung im neogotischen Stil errichtet. 